# ディーア島
ディーア島 (ディーアとう、Δία, Dia) は、ギリシャの島。クレタ島北沖にある。クレタ島中東部を占めるイラクリオン県に属し、イラクリオンから見ることができる。人口は2人。
クレタパサンの保護区となっている。
ギリシャ神話では、テーセウスとミノア王女アリアドネーが逃れた地として登場する。アリアドネーが逃れた地はディーア島ではなくナクソス島とする説もある。